# James Cotton
James Cotton (Tunica, Mississippi, 1 de julho de 1935 - Austin, Texas, 16 de março de 2017) foi um gaitista, cantor e compositor norte americano de blues, foi líder da banda The James Cotton Blues Band. Ele também trabalhou em sua carreira solo até 2017, ano de sua morte.

## Carreira
James Cotton se interessou por música quando escutou pela primeira vez Sonny Boy Williamson II no radio. Ele saiu de casa com seu tio e mudou para West Helena, Arkansas onde conheceu Williamson. Por muitos anos Cotton afirmou que contou a Williamson que ele era órfão, e que Williamson o adotou e criou; uma história que recentemente admitiu não ser verdadeira. Mas de qualquer maneira Williamson foi o mentor de Cotton no seu começo de carreira. Quando Williamson se  mudou do sul para viver com sua esposa estrangeira em Milwaukee, Wisconsin, ele deixou sua banda nas mãos de Cotton, que conta que ganhou a banda como presente, mas tinha maturidade suficiente para manter o grupo, ele era muito mais jovem do que os outros integrantes da banda.

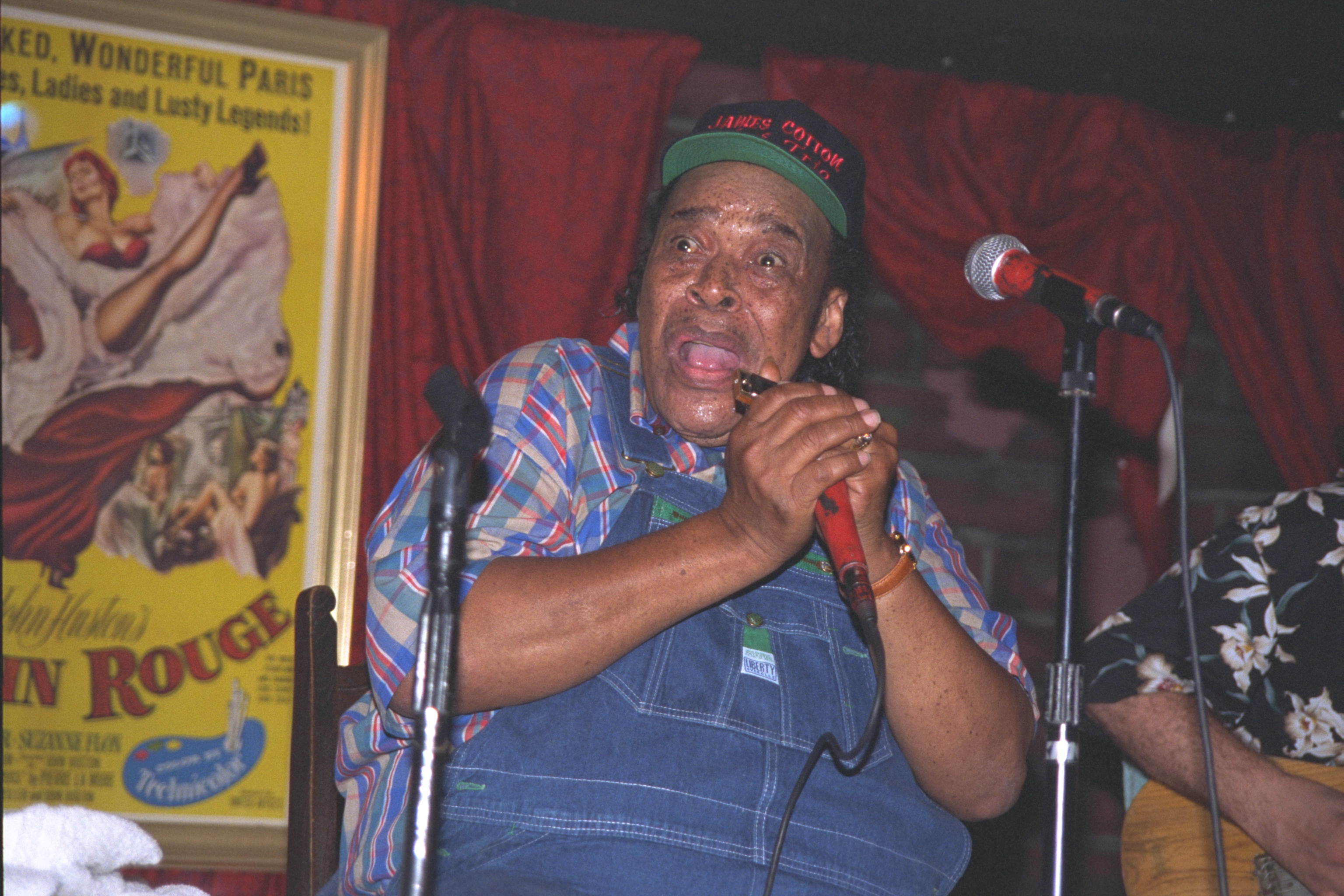
Em Delray Beach, Florida

Apesar de ter tocado bateria no começo de sua carreira, Cotton ficou famoso tocando harmónica. Começou sua carreira tocando harpa de blues na banda de Howlin' Wolf no começo da década de 50. Fez sua primeira gravação como artista solo para a gravadora Sun Records em 1953. Cotton começou a trabalhar com a banda de Muddy Waters por volta de 1955. Ele tocava músicas como "Got My Mojo Working" e "She's Nineteen Years Old", mas não aparecia nas gravações originais, por um longo período o gaitista Little Walter era utilizado nas gravações de Muddy Waters na década de 50.
A primeira gravação de Cotton com Muddy Waters foi em junho de 1957, e desde então alternou com Little Walter nas sessões de Muddy até o final da década, e depois até formar sua própria banda. Em 1965 ele formou a "Jimmy Cotton Blues Quartet", utilizando Otis Spann no piano para shows gravações entre shows com a banda de Muddy Waters. As gravações foram capturadas pelo produtor Samuel Charters no volume dois das gravações da  Vanguard Records "Chicago/The Blues/Today!". depois de deixar a banda de Muddy em 1966, Cotton participou de uma turnê com Janis Joplin. Formou a James Cotton Blues Band em 1967. Eles geralmente apresentavam seus próprios arranjos para músicas populares de blues e R&B dos anos 50 e 60. Dois álbuns foram gravados ao vivo em Montreal naquele ano.

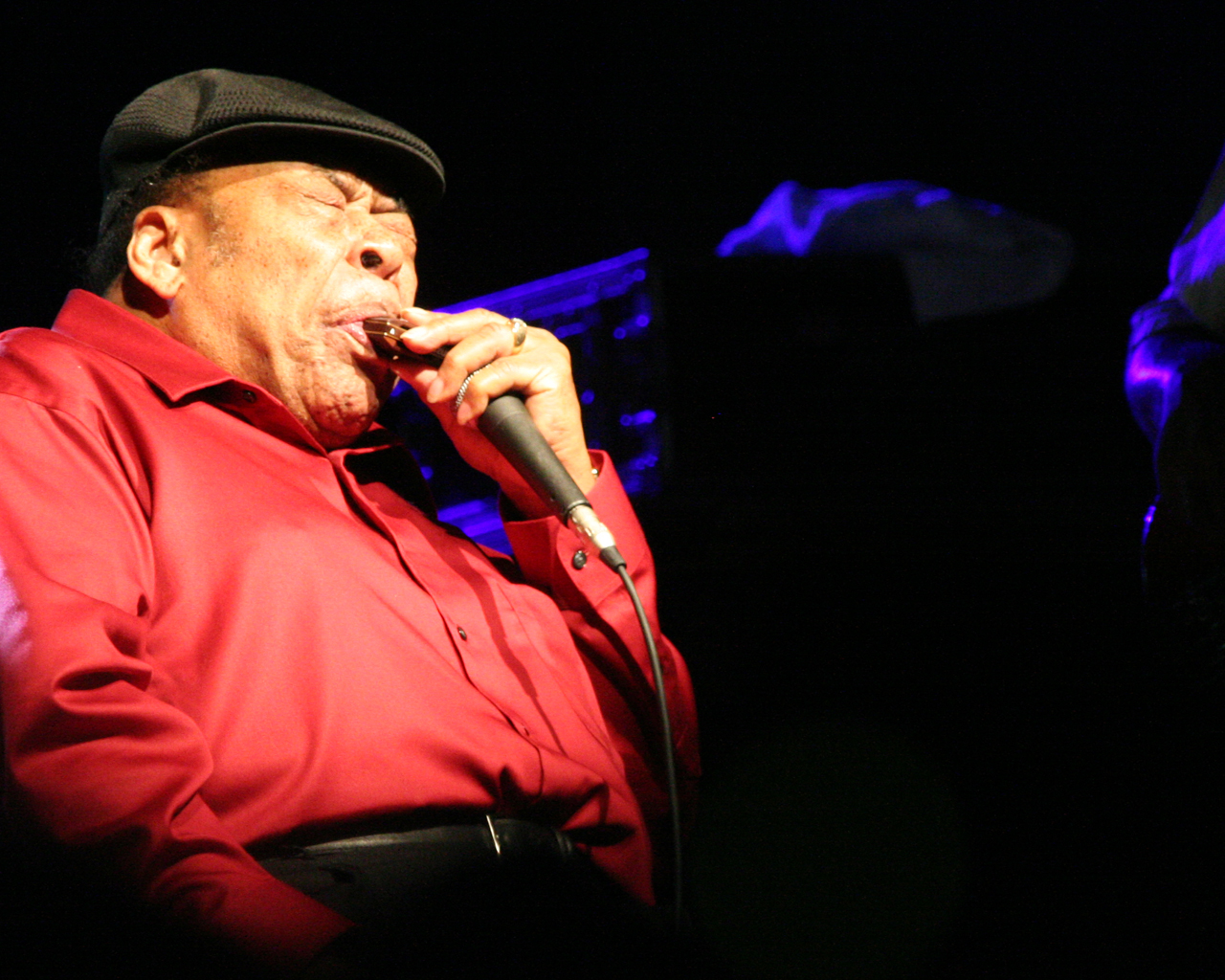
James Cotton (Hondarribia) julho de 2008

Na década de 60, Cotton formou uma banda de blues na tradição de "Bobby "Blue" Bland". Quatro músicas que possuiam a presença de instrumentos de sopro usados por big bands e músicas tradicionais fizeram parte do álbum Two Sides of the Blue.
Nos anos 70, Cotton gravou alguns álbuns pela Buddah Records. Cotton tocou harmónica no ábum "Hard Again" de Muddy Waters vencedor de um Grammy em 1977 produzido por Johnny Winter. A James Cotton Blues Band recebeu uma nomeação ao Grammy em 1984 por Live From Chicago: Mr. Superharp Himself!, uma segunda pelo lançamento de 1987, Take Me Back. Finalmente foi premiado em 1996 com Deep in the Bluescomo "Best Traditional Blues Album".
No meio da década de 90 Cotton lutou contra um câncer na garganta, sua última gravação vocal foi nos anos 2000 em Fire Down Under the Hill, mas ele continuou fazendo turnês, utilizando cantores ou os membros da sua banda como vocalista.
Em 2006 James Cotton foi induzido ao Blues Hall of Fame e em março de 2008, acompanhado de Ben Harper induziu Little Walter ao Rock and Roll Hall of Fame. Eles tocaram Juke e My Babe na cerimônia, ambas músicas de Walter.

## Afiliações
James Cotton trabalhou com vários músicos, incluindo:-
| - Big Mama Thornton - Janis Joplin - Sonny Boy Williamson II - Howlin' Wolf - Muddy Waters - Led Zeppelin - Freddie King - Steve Miller | - Santana - B.B. King - The Grateful Dead - Willie "Big Eyes" Smith - Johnny Winter - Jimmie Vaughan - Todd Rundgren - Taj Mahal - Paul Butterfield - Elvin Bishop - William "Billy Boy" Arnold - Charlie Musselwhite - Joe Louis Walker |

## Morte
James Cotton morreu em 16 de março de 2017, aos 81 anos, vítima de pneumonia no Centro Médico St. David, Austin, capital do Texas.

## Discografia selecionada
- Chicago/The Blues/Today! vol. 2
- 1966 Cut You Loose! (Vanguard)
- 1967 Cotton in Your Ears (Verve)
- 1970 Taking Care of Business (Capitol)
- 1976 Live & On the Move (Buddah)
- 1978 High Energy (Buddah)
- 1984 High Compression (Alligator)
- 1986 Live from Chicago Mr. Superharp Himself (Alligator)
- 1987 Take Me Back (Blind Pig; reissued on vinyl 2009)
- 1988 Live at Antone's (Antone's)
- 1990 Harp Attack! (Alligator; com Carey Bell, Junior Wells, e Billy Branch)
- 1991 Mighty Long Time (Antone's)
- 1994 3 Harp Boogie (Tomato)
- 1994 Living the Blues (Verve)
- 1995 Two Sides of the Blues
- 1996 Deep in the Blues (Verve)
- 1998 Seems Like Yesterday (Justin Time)
- 1998 Late Night Blues: Live at the Penelope Café 1967 (Justin Time)
- 1999 Best of the Vanguard Years (Vanguard)
- 1999 Superharps (Telarc; com Charlie Musselwhite, Sugar Ray Norcia, e Billy Branch)
- 2000 Fire Down Under the Hill (Telarc)
- 2002 35th Anniversary Jam (Telarc)
- 2004 Baby, Don't You Tear My Clothes (Telarc)
- 2007 Breakin' it Up, Breakin' it Down (Legacy; com Muddy Waters e Johnny Winter)
- 2010 Giant (Alligator)